# Tupirinna rosae
Espèce
Tupirinna rosae est une espèce d'araignées aranéomorphes de la famille des Corinnidae.

## Distribution
Cette espèce se rencontre au Brésil en Amazonas et au Venezuela en Amazonas,.

## Description
Le mâle holotype mesure 4,75 mm et la femelle paratype 5,1 mm.

## Étymologie
Cette espèce est nommée en l'honneur de Rejane Rosa.

## Publication originale
- Bonaldo, 2000 : Taxonomia da subfamília Corinninae (Araneae, Corinnidae) nas regiões Neotropica e Neárctica. Iheringia (Zoologia), vol. 89, p. 3-148 (texte intégral).